# Ildikó
Ildikó est un prénom hongrois féminin.

## Personnalités portant ce prénom
- Ildico (version de son prénom en latin), aussi orthographié Ildiko, épouse du roi des Huns Attila.
- Ildikó Bánsági, actrice
- Ildikó Borbély, personnalité politique
- Ildikó Enyedi, réalisatrice et scénariste
- Ildikó Farkasinszky-Bóbis, escrimeuse
- Ildikó Gáll-Pelcz, personnalité politique
- Ildikó Gulyás, joueuse de basket-ball
- Ildikó Keresztes, chanteuse, actrice et musicienne
- Ildikó Lendvai, personnalité politique
- Ildikó Mádl, joueuse d'échecs
- Ildikó Mincza-Nébald, escrimeuse
- Ildikó Rejtő, escrimeuse sourde
- Ildikó Schwarczenberger, escrimeuse
- Ildikó Tóth, actrice

### Étymologie
Le nom d'origine germanique de l'épouse d'Attila est Kriemhild (grim « masque » + hilt(j)a « héros »). Le prénom Kriemhild est plus connu comme celui d'un personnage fictif inspiré de son histoire. Ce nom raccourci en Hilda ou Ilda se trouve retranscrit dans des textes en latin sous la forme Ildico.